# Хунген
Хунген (њем. Hungen) град је у њемачкој савезној држави Хесен. Једно је од 18 општинских средишта округа Гисен. Према процјени из 2010. у граду је живјело 12.662 становника. Посједује регионалну шифру (AGS) 6531008.

## Географски и демографски подаци
Хунген се налази у савезној држави Хесен у округу Гисен. Град се налази на надморској висини од 144 метра. Површина општине износи 86,7 km². У самом граду је, према процјени из 2010. године, живјело 12.662 становника. Просјечна густина становништва износи 146 становника/km².

## Међународна сарадња
| Мјесто | Држава    | Врста сарадње | Од    |
| ------ | --------- | ------------- | ----- |
|        | Француска | партнерство   | 1988. |
| Извор  |           |               |       |